# Willem Hora Siccama

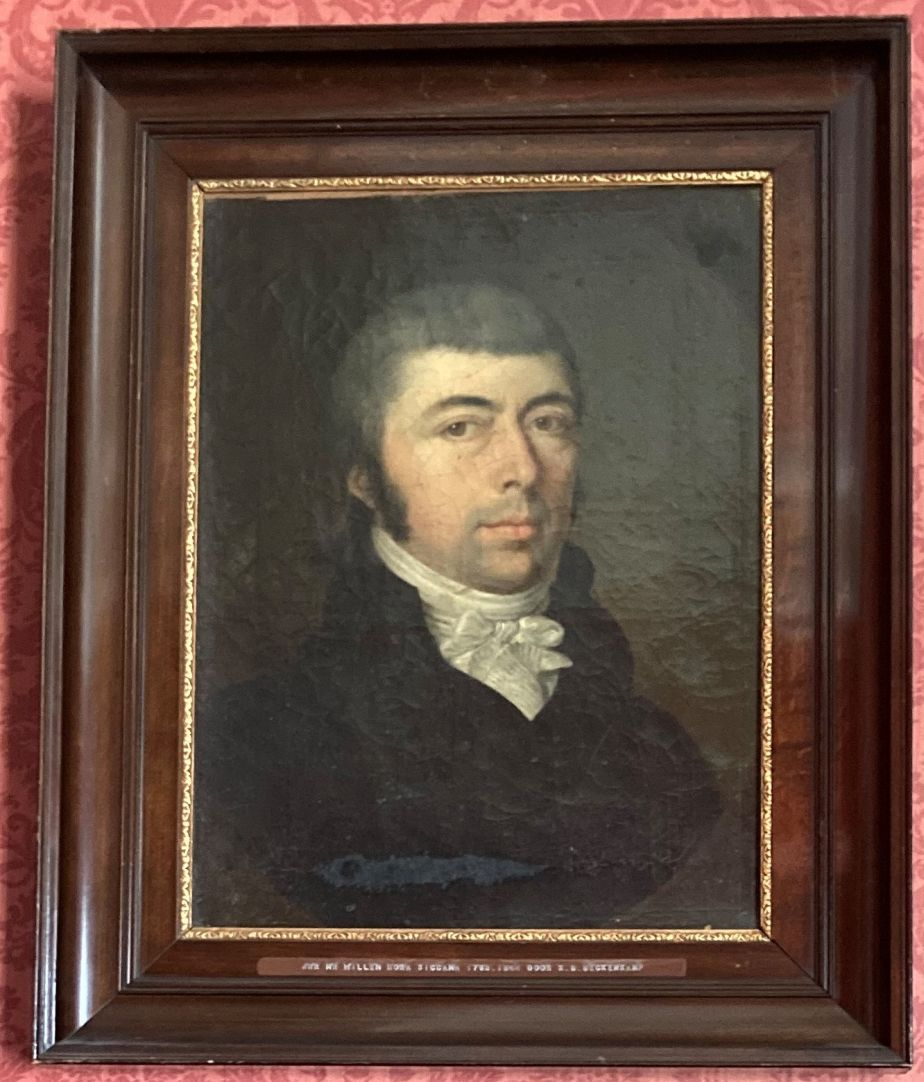
Willem Hora Siccama

Willem Hora Siccama  (ged. te Groningen,  7 september 1763 - aldaar,  1 juni 1844), heer van Harkstede, was burgemeester van Groningen en initiatiefnemer en mededirecteur van het Koninklijk Instituut voor Doven 'H.D. Guyot'.

## Leven en werk
Hora Siccama, lid van de familie Siccama en zoon van Johan Hora Siccama en Egberta Louisa Beckeringh, was doctor in de rechten. Net als zijn grootvader Willem Siccama was hij maire en burgemeester van Groningen. In 1786 trouwde Siccama met Johanna Christina Eytelwein. De heerlijkheid Harkstede was afkomstig van zijn grootmoeder Egberta Piccardt, die was gehuwd met WIllem Beckeringh. 

### Instituut voor doven
Toen de Waalse predikant Henri Daniel Guyot in Groningen woonde, kwam hij in contact met Hora Siccama. Beiden zouden, samen met Hendrik van Calcar en  Gerrit van Olst aan de wieg staan van het eerste dovenschool van Nederland. Het viertal vormde, bij de oprichting in 1790, de hoofddirectie van het Instituut. Guyot werd voorzitter van de hoofddirectie en instituteur en Van Olst, Van Calcar en Siccama werden mededirecteuren.